# Mohamed Elyounoussi
Mohamed Amine Elyounoussi (Al Hoceima, 4 de agosto de 1994), é um futebolista norueguês nascido no Marrocos, que atua como ponta-direita. Atualmente, joga pelo København.

## Títulos
Molde
- Tippeligaen: 2014
- Copa da Noruega: 2014

Basel
- Super Liga Suíça: 2016–17
- Copa da Suíça: 2016–17[1]